# Relapse
Relapse är det sjätte studioalbumet av den amerikanska rapparen Eminem som utgavs 15 maj 2009. I väntan på "Relapse 2" har även en utökning av Relapsealbumet blivit utgivet; "Relapse: refill". Den 21 december släpptes Refill och innehåller låtar som: Forever (med Drake, Kanye West och Lil Wayne), Buffalo Bill, Taking my ball, Music box, My Darling och Careful What You Wish For.   

## Låtlista
| Nr | Titel                   | Gästartist(er)    | Producent(er)               |
| -- | ----------------------- | ----------------- | --------------------------- |
| 1  | "Dr.West"               |                   | Dr. Dre, Eminem             |
| 2  | "3 a.m."                |                   | Dr. Dre                     |
| 3  | "My Mom"                |                   | Dr. Dre                     |
| 4  | "Insane"                |                   | Dr. Dre                     |
| 5  | "Bagpipes From Baghdad" |                   | Dr. Dre,Trevor Lawrence, Jr |
| 6  | "Hello"                 |                   | Dr. Dre, Mark Batson        |
| 7  | "Tonya"                 |                   | Dr. Dre, Eminem             |
| 8  | "Same Song & Dance"     |                   | Dr. Dre, Dawaun Parker      |
| 9  | "We Made You"           |                   | Dr. Dre, Eminem, Doc Ish    |
| 10 | "Medicine Ball"         |                   | Dr. Dre, Mark Batson        |
| 11 | "Paul"                  |                   | Dr. Dre                     |
| 12 | "Stay Wide Awake"       |                   | Dr. Dre                     |
| 13 | "Old Time's Sake"       | Dr. Dre           | Dr. Dre, Mark Batson        |
| 14 | Must Be The Ganja       |                   | Dr. Dre, Mark Batson        |
| 15 | "Mr.Mathers"            |                   | Dr. Dre, Eminem             |
| 16 | "Deja Vu"               |                   | Dr. Dre                     |
| 17 | "Beautiful"             |                   | Eminem                      |
| 18 | "Crack a Bottle"        | Dr. Dre & 50 Cent | Dr. Dre                     |
| 19 | "Steve Berman"          |                   | Dr. Dre                     |
| 20 | "Underground"           |                   | Dr. Dre                     |

### Bonuskiva
| Nr | Titel                     | Gästartist(er)               | Producent(er)      |
| -- | ------------------------- | ---------------------------- | ------------------ |
| 21 | Forever                   | Drake, Kanye West, Lil Wayne | Boi-1da            |
| 22 | Hell breaks loose         |                              | Dr. Dre, M. Batson |
| 23 | Buffalo Bill              |                              | Dr. Dre, M. Batson |
| 24 | Elevator                  |                              | Eminem             |
| 25 | Taking my ball            |                              | Dr. Dre            |
| 26 | Music box                 |                              | Dr. Dre, D. Parker |
| 27 | Drop the Bomb on 'Em      |                              | Dr. Dre            |
| 28 | My darling                |                              | Eminem             |
| 29 | Careful what you wish for |                              | Eminem             |